# Дуйшеев, Эсенбек
Эсенбек Дуйшеевич Дуйшеев (22 июня 1941, с. имени Калинина, Ленинпольский район, Киргизская ССР, СССР — 22 декабря 2021, Бишкек, Кыргызстан) — советский и киргизский хозяйственный, государственный, партийный и общественный деятель.

## Биография
Родился в 1941 году в селе имени Калинина. Член КПСС.

### Образование
В 1963 окончил Киргизский сельскохозяйственный институт имени К. И. Скрябина. 
В 1984 окончил Алма-Атинскую высшую партийную школу. 

### Трудовая деятельность
С 1963 года — на хозяйственной, общественной и политической работе. В 1963—2000 гг. — механик, главный инженер колхоза, главный инженер районного объединения «Сельхозтехника», начальник главного управления механизации и электрификации Минсельхоза Киргизии, заведующий отделом УД СМ Киргизии, первый секретарь Иссык-Кульского райкома партии, первый секретарь Таласского обкома КП Киргизской ССР, первый заместитель председателя Госагропрома Киргизии, первый заместитель председателя СМ — председатель Госкомитета Кыргызстана по сельскому хозяйству и продовольствию в ранге министра, госсекретарь Кабинета Министров Кыргызстана, председатель Государственной комиссии по использованию гуманитарной помощи, вице-президент ГАЛК «Айылтехсервис».
Избирался депутатом Верховного Совета Киргизской ССР 11-12-го созывов. Делегат XXVII, XXVIII съездов и XIX Всесоюзной конференции КПСС.
Умер в Бишкеке в 2021 году.

## Семья
Был женат, в браке — три дочери и три сына. 